# Estádio Ismael Benigno
O Estádio Ismael Benigno, mais conhecido como Estádio da Colina, é um estádio brasileiro localizado em Manaus, no estado do Amazonas. Pertence ao São Raimundo e está em estado de comodato com o Governo do Estado do Amazonas pelo período de 20 anos. A Colina é um dos estádios mais usado em jogos no Amazonas, com parte da história do futebol amazonense se passando nele, onde jogaram Pelé, Garrincha e outros grandes nomes do futebol brasileiro.

## A pessoa de Ismael Benigno
Ismael Benigno foi um histórico dirigente do São Raimundo, responsável por levar o clube à primeira divisão do Campeonato Amazonense de Futebol em 1956. Fez carreira política e foi vereador de Manaus por diversos mandatos. Entre um mandato e outro, foi nomeado prefeito de Manaus em Julho de 1958 pelo então governador Plínio Ramos Coelho. Chegou a ser eleito Deputado Federal em 1966 mas por conta da Revolução de Março, foi cassado e então desistiu da política. Benigno faleceu em 4 de Maio de 1978 e além do estádio, seu nome também foi dado à praça que fica em frente à Igreja de São Raimundo Nonato, no bairro de São Raimundo.

## História
O campo do São Raimundo (como era conhecido) existia desde 1952, pelo menos, época em que já eram noticiados jogos de futebol sendo realizados por lá. Na época era só o campo, sem muro e arquibancadas. Depois, já com características de estádio, é considerado jogo inaugural a partida vencida pelo São Raimundo por 2 a 0 ante o hoje extinto Princesa Isabel, partida esta realizada no dia 27 de Abril de 1958, o gol inaugural sendo marcado por Santarém aos 36 minutos do primeiro tempo. Há a ideia de que a essa altura o estádio consistia apenas no campo de futebol, com uma pequena geral em volta. Vale ressaltar que a maioria dos pequenos estádios da época contavam que essas gerais que acomodavam a maior parte do público. A partir deste período passaram a ocorrer jogos oficiais ali.
Inauguração oficial em 1961
Em 18 de Fevereiro de 1961 o clube inaugurou oficialmente o estádio, com arquibancadas, que passaria a se chamar Estádio Gilberto Mestrinho. Para as festividades foi convidado o Sport Club do Recife para uma série de cinco jogos, iniciando no dia 17, contra o São Raimundo. Era a primeira vez na história que uma temporada interestadual não seria realizada no Parque Amazonense. Na estreia, vitória do clube pernambucano por 8 a 1. O primeiro gol com essa estrutura foi marcado por Mario, do Sport. Os jogos do Sport nessa temporada de inauguração do Estádio:
- 17 de Fevereiro - São Raimundo  1x8  Sport Club do Recife[3]
- 19 de Fevereiro - Rio Negro  1x0  Sport Club do Recife[4]
- 23 de Fevereiro - Santos  1x3  Sport Club do Recife[5]
- 25 de Fevereiro - Fast Clube  7x5  Sport Club do Recife[6]
- 26 de Fevereiro - Auto Esporte  0x3  Sport Club do Recife[7]

Alambrado e Tuneis, em 1964
O estádio ficou fechado por quase três meses partindo de Janeiro de 1964 para que fossem construídos tuneis que levassem os jogadores dos vestiários para o campo, e também instalação de alambrado em todo o entorno do campo. As obras teriam custado em torno de 3 milhões de cruzeiros ao clube. As melhorias contaram com uma programação de inauguração em duas datas, na primeira, em 5 de Abril de 1964, foi realizado amistoso entre São Raimundo e Nacional onde o anfitrião saiu vitorioso pelo placar de 3 a 1. Uma semana depois, em 12 de Abril, outra partida comemorativa, desta vez dos donos da casa contra o Rio Negro e nova vitória por 3 a 1.
Comemoração do 1º aniversário
Em comemoração ao primeiro aniversário do estádio, em 1962 o São Raimundo trouxe uma temporada da Tuna Luso de Belém do Pará para três jogos a serem realizados no estádio. Os jogos foram:
- 18 de Fevereiro de 1962 - São Raimundo  2x1  Tuna Luso[12]
- 21 de Fevereiro de 1962 - Nacional  2x2  Tuna Luso[13]
- 26 de Fevereiro de 1962 - Rio Negro  3x0  Tuna Luso[14]

Primeiros refletores em 1967
Em 1967 a diretoria do clube, na época presidido por Ismael Benigno, instalou refletores no estádio. Por ocasião da inauguração do sistema de iluminação, o clube organizou a chamada "Festa da Luz" em 18 de Fevereiro daquele ano, constando de um amistoso entre o São Raimundo contra o Nacional. Vale lembrar que a cidade de Manaus não possuía um estádio com iluminação desde que o Parque Amazonense deixou de tê-la, na década de 40. O palco ainda não possuía sua maior arquibancada também, esta só sendo inaugurada em 1969, quando o estádio recebeu seus maiores públicos.  No dia da festa, uma forte chuva caiu sobre Manaus, ainda assim um público razoável de 4.386 pagantes compareceu para ver o dono da casa ser derrotado por 3 a 1.
Mudança de nome em 1977
Somente em 1977 na administração do presidente Raimundo Sena, o Estádio voltou a receber obras. Desta vez o Conselho do clube decide pela troca do nome, que de Gilberto Mestrinho passa a se chamar Ismael Benigno, em homenagem ao presidente falecido três anos antes e que idealizara o estádio.

### O estádio mais importante de Manaus
Do final da década de 60 até a inauguração do Estádio Vivaldo Lima, alguns anos depois, a Colina se tornou o estádio mais importante do futebol amazonense, por conta da sua capacidade ultrapassar a do Estádio Parque Amazonense, que comportava até 11 mil pessoas. Foi assim que os clássicos entre Nacional e Rio Negro passaram a ser disputados por lá, e bateram recordes de público do futebol amazonense até então. Além dos clássicos, os confrontos desses dois contra o Fast Clube e as finais do campeonato também passaram a ser disputados por lá. Além disso, os grandes também passaram a organizar seus amistosos e disputa-los na Colina. Foi assim que no final dos anos 60 o Santos de Pelé se apresentou em Manaus para enfrentar o Nacional. Lá também o Nacional venceu o Flamengo, em 1969, ano no qual o clube estava bastante prestigiado no país. 
A partir do final dos anos 60, o estádio passou a receber investimentos públicos, que viam o estádio como um patrimônio geral da cidade. Quando o Estádio Vivaldo Lima entrava em reformas, o estádio sempre recebia reformas promovidas pela federação, clubes e estado. Em 1983 o Rio Negro utilizou o estádio na disputa do Campeonato Brasileiro de Futebol, e fez algumas reformas no estádio. Na época o estádio recebeu o jogo Rio Negro contra Flamengo-RJ, que terminou empatado em 1-1; o público pagante era de 18.300 pessoas, apesar de o estádio estar "derramando" gente, o que levou a Policia Militar a escorar tapumes no alambrado para este não ceder, o detalhe é que pelo menos 70% do estádio torcia para o clube local. Antes disso, em 1982, o estádio foi palco de um dos episódios mais lembrados da história do Futebol Amazonense, o famoso W.O do Nacional diante do Rio Negro, que deu o título da temporada ao "Galo Gigante do Norte". 

### Campeonato Brasileiro em 1983
Com a indisponibilidade do Estádio Vivaldo Lima, o Estádio da Colina foi indicado para receber os jogos do Rio Negro pelo Campeonato Brasileiro de Futebol de 1983. De acordo com o levantamento da Revista Placar em seu especial sobre a edição do torneio, o estádio tinha capacidade para 30 mil pessoas distribuídas em 3 lances de arquibancadas que somavam 28 mil lugares mais um lance de cadeiras cobertas com capacidade para 2 mil pessoas. Possuía ainda 8 banheiros e 8 cabines para a imprensa. Apesar da informação, o estádio nunca recebeu públicos superiores a 22 mil pessoas, e naquele campeonato o maior público não ultrapassou 20 mil, apesar de em alguns jogos o estádio estar superlotado.

### Reforma de 1997
Com a larga utilização do Estádio Vivaldo Lima e o afastamento do poder público e outros clubes, o estádio voltou a depender unicamente do São Raimundo para mantê-lo. Em 1997 o cenário era desagradável. Sem iluminação, com os alambrados parcialmente destruídos e até sem gramado, o estádio não oferecia condições de conforto para jogadores, torcedores e imprensa. O futebol havia se tornado impraticável na Colina. Naquele ano, Ivan Guimarães assumiu como diretor de futebol e colocou em prática uma reforma geral. Foram trocados os degraus quebrados da arquibancada, instalados drenos e um novo gramado, além de nova iluminação. Na arquibancada coberta foi criado o setor social, onde foram instalados mil assentos, disponibilizando cadeiras cativas. As cabines de radio também foram reformadas. Com o fim da reforma, o estádio foi reaberto em 2000.
A reforma fez parte de todo o processo de reestruturação do São Raimundo que "nasceu" para o futebol nacional a partir de então. O estádio chegou a comportar alguns jogos importantes do clube depois de sua ascensão. Porém, com o passar dos anos, o estádio foi sendo pouco utilizado, com os jogos sendo disputados no Estádio Vivaldo Lima. Com isso, as arquibancadas e o muro foram se deteriorando, chegando ao ponto de apenas o setor de cadeiras(que comportava cerca de 1 mil pessoas) ser liberado. Após a queda de parte do muro, o estádio foi definitivamente interditado. Na altura da escolha das sub-sedes da Copa do Mundo FIFA de 2014 o estádio estava novamente em estado de total abandono.

## Estrutura Atual

### Reforma para a Copa do Mundo 2014
Após a escolha de Manaus como uma das sedes da Copa de 2014, o estádio foi indicado para receber uma completa remodelação para assim poder ser utilizado como Centro de Treinamento (CT ou COT) para as seleções que vieram jogar na cidade. O projeto previu a demolição completa da antiga estrutura do estádio, para a construção de uma nova no mesmo local. A obra teve duração de 15 meses.
Com a construção da nova estrutura financiada pelo governo do estado e seus investidores, o Estádio passou a ser gerido pelo governo do Amazonas pelo período de 20 anos. Ao São Raimundo caberá apenas a prioridade no mando dos jogos, já que apenas cedeu o terreno, não contribuindo financeiramente para a demolição da antiga estrutura, limpeza do terreno e construção.
Além das seleções que vieram para a Copa do Mundo de Futebol de 2014 o estádio passou a receber treinos de equipes de futebol que visitavam Manaus, como foi o caso da própria Seleção Brasileira de Futebol que em preparação para o jogo contra a Seleção do Uruguai, válido pelas eliminatórias da Copa do Mundo de Futebol de 2022, utilizou o estádio como seu local oficial de treinos.

### O Estádio
Após a reforma, de acordo com as normas atuais, o novo estádio conta com 10.400 lugares divididos em quatro lances de arquibancadas completamente desligados um do outro. Assim como todos os estádios mais modernos, ele não possui alambrados e ainda conta com oito escadas de emergência que ligam a arquibancada ao campo. As arquibancadas consistem de concreto, sem assentos. 
A iluminação para jogos noturnos é fornecida por 4 torres localizadas atrás das arquibancadas laterais, que contam, cada uma, com 36 lâmpadas modernas. Para o público e esportistas o estádio possui 8 lojas e 2 lanchonetes com banheiros internos, e mais 8 banheiros para utilização pública (4 masculinos e 4 femininos), 7 bares, sala para coletiva, 2 vestiários completos com 12 chuveiros, vestiários para árbitros masculinos e femininos, sala médica, sala de exame, sala de massagem, sala de preleção e para comissão técnica. O local de aquecimento dos jogadores tem grama sintética no piso. Há ainda estacionamento privativo.
Possui 2 bilheterias de entradas e 7 portões de saída, sistema de som, cabine de transmissão de rádio e TV, sala VIP, espaço acima das cabines de TV e sala VIP para fotógrafos e cinegrafistas. Além disso, atende a todas as normas de acessibilidade quanto à circulação mínima, rampas de acesso às arquibancadas, banheiros dimensionados e equipados para uso de Portadores de Necessidades Especiais, barras de apoio e cuidado na escolha dos acabamentos do piso. Além da atenção para as normas de saídas de emergência quanto à largura de corredores, saídas acessíveis e rotas de fuga com oito escadas de emergência para atender os torcedores. 
A obra teve o custo de R$ 24 milhões. A responsável pela reforma foi a construtora Tecon (Tecnologia em Construções LTDA).

### Inauguração
A estrutura atual foi inaugurada em 3 de Julho de 2014 contando com um confronto amistoso entre as equipes do São Raimundo e do Sul América, clubes tradicionais da região da Colina. O estádio recebeu bom público, de cerca de 8 mil presentes e o autor do primeiro gol foi o jogador Pimenta, atuando pelo Sul América que venceu a partida com este gol, ganhando assim uma taça comemorativa.

## Maiores públicos na História
O estádio, assim como a maioria dos estádios de outrora, contava com uma pista no entorno do campo que servia para o que era chamado de "geral" onde pessoas poderiam assistir jogos em pé. Essa condição aliada a normas de segurança "afrouxadas" possibilitaram ao estádio, de estrutura limitada, receber públicos superiores a 20 mil pagantes e até 30 mil presentes. 
- 23.152 pagantes - 27 de abril de 1969 - Rio Negro 0x0 Nacional - Taça Amazonas[18]
- 20.783 pagantes - 26 de abril de 1970 - Rio Negro 0x0 Nacional - Taça Amazonas
- 18.300 pagantes - 3 de Fevereiro de 1983 - Rio Negro 1x1 Flamengo - Campeonato Brasileiro de Futebol[19][20]